# Ejército medieval húngaro
El ejército medieval húngaro fue la fuerza militar del Reino de Hungría desde finales del siglo XI hasta comienzos del siglo XVI. Después de la fundación del Estado húngaro, Esteban I comenzó a organizar una fuerza militar similar a los ejércitos de los países occidentales. Complementó la caballería ligera con la caballería pesada y unidades de infantería. El ejército de caballeros húngaros tuvo su época dorada durante el reinado de Luis I, quien también dirigió las campañas contra Italia en 1347 y 1350. Sin embargo, todavía había unidades de caballería ligera en el ejército, compuesto por székelys, cumanos, etc. En el invierno de 1458 Matías Corvino fue elegido rey por la nobleza húngara. Durante su reinado se ocupó de las facciones nobles y creó un sistema centralizado de autoridad real, apoyado principalmente con el establecimiento del primer ejército húngaro mercenario permanente, el Fekete Sereg (Ejército Negro). El rey Matías favorecía la antigua artillería (catapultas) frente a los cañones, que eran los favoritos de su padre, Juan Hunyadi, antiguo regente de Hungría. La caballería ligera, formada por húsares y arqueros montados Jász, recuperó parte de su antigua función en el Fekete Sereg. Hungría tuvo una gloriosa tradición militar en la Edad Media. Sin embargo, la larga resistencia frente a los turcos otomanos dejaron débil a Hungría, y el país fue dividido con el tiempo por los turcos y los Habsburgo en 1541.

## Historia
Después de que su padre decidiera hacer de las siete tribus magiares un país cristiano, Esteban I solicitó al Papa ser coronado rey. Él fue aceptado y coronado en diciembre de 1000, en la capital, Esztergom. Para 1006, Esteban había consolidado su poder, eliminando a todos los rivales que, o bien querían seguir las antiguas tradiciones paganas o querían una alianza con el cristiano ortodoxo Imperio bizantino. Entonces comenzó a introducir amplias reformas para convertir a Hungría en un Estado feudal occidental. Lo que surgió fue un reino fuerte que resistió los ataques de los reyes y emperadores alemanes, y muchas tribus nómadas que llegaron después de los húngaros del este, integrando a algunos de estos últimos en la población (junto con los alemanes invitados a Transilvania y la parte norte del reino, especialmente después de la batalla de Mohi), y conquistó Croacia en 1091.

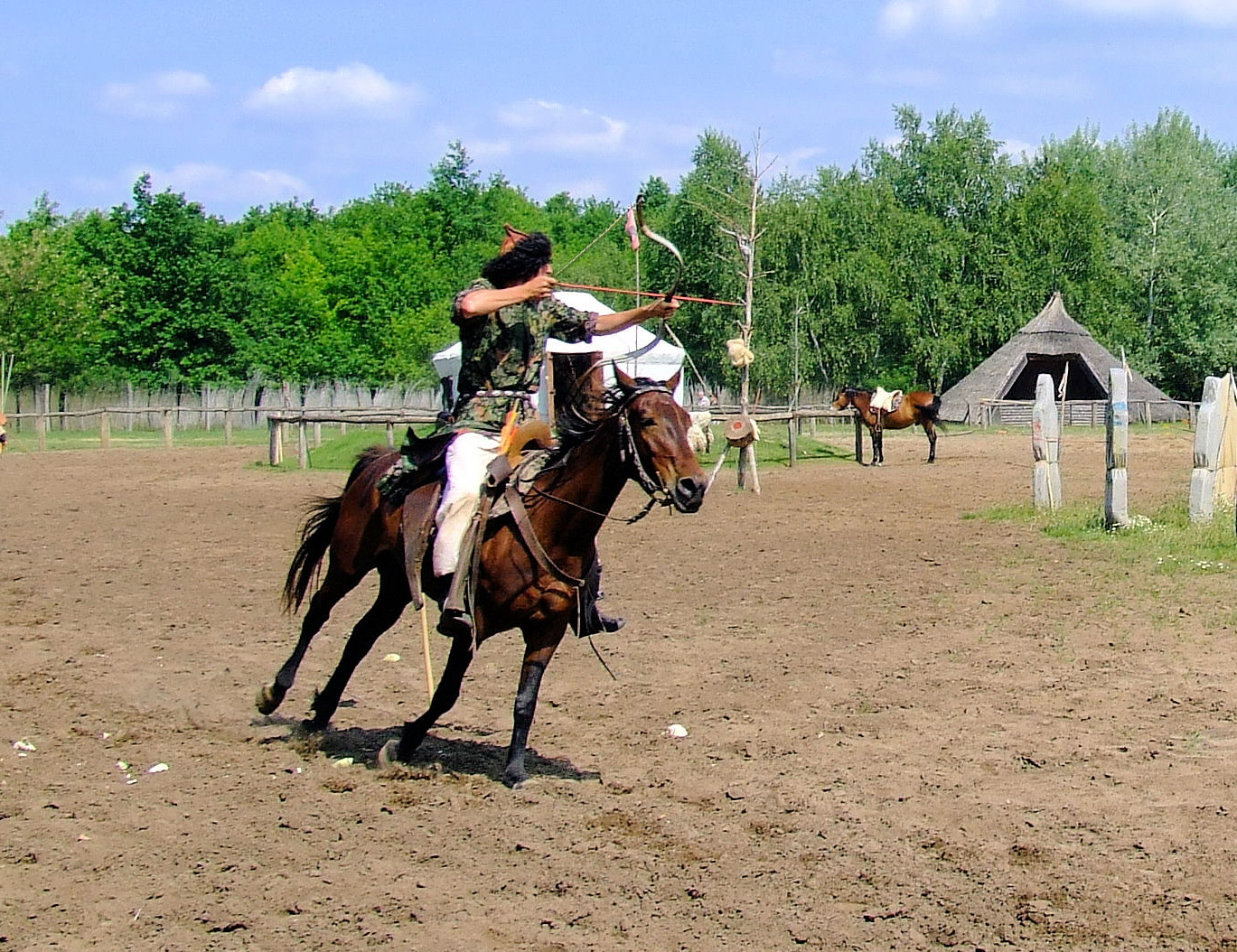
Presentación de un arquero a caballo en Hungría.

## Tácticas
La mezcla de caballeros húngaros con arqueros a caballo asiáticos creó un estilo de tácticas muy similares a los de Polonia y Serbia. El objetivo de las tácticas húngaras fue la de crear situaciones en las que la carga de los caballeros fuera decisiva. La caballería ligera fue utilizada en las batallas en campo abierto para eliminar a hostigadores enemigos y prevenir que el enemigo interfiriera con el despliegue y la carga de los caballeros. Los caballeros durante los siglos XIII y XIV se desplegaban ya sea en múltiples líneas o en profundas columnas. Esto reflejó la evolución en las tácticas polacas. Ambos estilos de despliegue permitían la máxima maniobrabilidad para los caballeros y proveían reservas para evitar el encierro de la caballería ligera enemiga.
Durante la época de Hunyadi se produjo un giro en las líneas de los ejércitos polacos, la infantería llegó a jugar un papel de apoyo importante. Al igual que los ejércitos polacos, los húngaros utilizaron infantería y vagones de guerra para crear un fuerte centro en la que su caballería pudiera operar y anclar sus flancos internos. Bonfini describe una formación de batalla húngaro, llamada el escorpión, donde los cuerpos de infantería, caballería y vagones de guerra formaban tenazas. El objetivo era acabar con los flancos del enemigo o forzarlos hacia dentro y aplastar su centro con la infantería pesada y los vagones del centro.

## Flota fluvial
En el siglo XV una pequeña flotilla (naszad) de embarcaciones fluviales actuó en el Danubio y el Sava, con su base principal en Belgrado y Šabac. Tripuladas principalmente por serbios y otros eslavos meridionales, realizaron un excelente trabajo durante el sitio otomano de Belgrado en 1456. Posteriormente Matías Corvino las equipó con artillería.